# Balm (Munkbrarup)
Balm (dänisch Ballum) ist ein Hof, der mit seinen umliegenden Feldern einen Ortsteil der Gemeinde Munkbrarup darstellt. Das alte Hauptgebäude des Hofes Balm gehört zu den Kulturdenkmalen der Gemeinde.

## Lage
Der Hof Balm liegt an der Straße Balm, welche südöstlich des Dorfes Munkbrarups ihren Anfang nimmt und von dort Richtung Norden bis nach Rüde führt. Südöstlich von Balm liegt Kragholm. Im Westen des Gebietes Balm fließt, ungefähr parallel zur Straße Balm, die Munkbrarupau (vgl. Schwennau).

## Geschichte
Das reetgedeckte Hauptgebäude des Hofes Balm wurde 1844 als Armenhaus errichtet. Das „Armen-Arbeitshaus Balm“ wurde dann aber 1902 zu einer Bauerstelle umgestaltet und privatisiert. Auf der Westseite des Gebäudes befindet sich ein winkelförmiger Stallanbau. Das Hauptgebäude des Hofes wurde als ein Kulturlandschaft prägendes und geschichtlich relevantes Gebäude unter Denkmalschutz gestellt.
Die Besitzer des heutigen Hofes Balm pflegen heute alte Kunsthandwerke. Mit einer Wippdrehbank vom Hof bringt der Naturpädagoge Dag Wixforth hin und wieder auch auf schleswig-holsteinischen Volksfesten Kinder und Jugendlichen das Drechseln näher.